# Arnaudville
Arnaudville es un pueblo ubicado en las parroquias St. Landry y St. Martin en el estado estadounidense de Luisiana. En el Censo de 2010 tenía una población de 1057 habitantes y una densidad poblacional de 575,61 personas por km².

## Geografía
Arnaudville se encuentra ubicado en las coordenadas 30°24′6″N 91°55′57″O / 30.40167, -91.93250. Según la Oficina del Censo de los Estados Unidos, Arnaudville tiene una superficie total de 1.84 km², de la cual 1.8 km² corresponden a tierra firme y (1.97%) 0.04 km² es agua.

## Demografía
Según el censo de 2010, había 1057 personas residiendo en Arnaudville. La densidad de población era de 575,61 hab./km². De los 1057 habitantes, Arnaudville estaba compuesto por el 90.82% blancos, el 7.95% eran afroamericanos, el 0.19% eran amerindios, el 0% eran asiáticos, el 0% eran isleños del Pacífico, el 0.19% eran de otras razas y el 0.85% pertenecían a dos o más razas. Del total de la población el 0.85% eran hispanos o latinos de cualquier raza.